# 1792 Reni
Az 1792 Reni (ideiglenes jelöléssel 1968 BG) a Naprendszer kisbolygóövében található aszteroida. Ljudmila Csernih fedezte fel 1968. január 24-én.